# Muskulofascialna loža
Muskulofascialna loža, mišična loža ali mišični kompartment je vsak od prostorov na udih, omejen z mišičnimi ovojnicami (fascijami) in izpolnjen z mišicami, žilami in živci.
Anatomska razdelitev mišičnih lož:
- nadlaket: prednja (anteriorna) in zadajšnja (posteriorna) mišična loža nadlakti, ki ju omejujeta medialni in lateralni intermuskularni septum
- podlaket: volarna, dorzalna in lateralna mišična loža podlakti
- roka (distalno od zapestja):  tenarjeva, hipotenarjeva, adduktorna, štiri dorzalne in tri volarne interosalne mišične lože ter karpalni kanal (zapestni prehod)
- stegno: prednja (anteriorna), zadajšnja (posteriorna) in medialna mišična loža stegna
- golen:  prednja (anteriorna), stranska (lateralna), povrhnja zadajšnja (posteriorna) in globoka zadajšnja (posteriorna) loža goleni
- stopalo: anatomija lož v stopalu ima več različnih opisov; po konceptu, ki sta ga opisala Manoli in Weber, ima devet lož: pet (adduktorna in štiri interosalne) je omejenih na sprednji del stopala, tri potekajo skozi celotno stopalo (medialna, povrhnja in lateralna) in ena (kalkanealna loža) je na zadnjem delu stopala.

## Patologija
Kadar je tlak v mišični loži tako povečan, da ovira pretok krvi in posledično funkcijo tkiva v tem prostoru, lahko nastopi utesnitveni sindrom.